# 연변의 바다

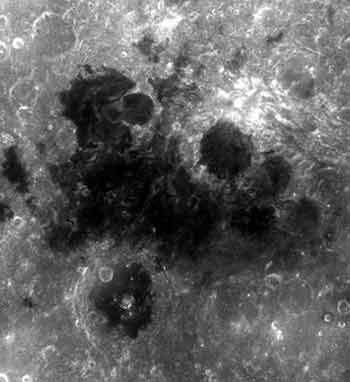
연변의 바다 사진.

연변의 바다(Mare Marginis)는 달의 바다 중 하나로, 달의 앞면 가장자리에 위치해 있다.